# Рабье, Жан
Жан Рабье (фр. Jean Rabier; 16 марта 1927 — 15 февраля 2016) — французский кинооператор.

## Биография
Жан Рабье родился 16 марта 1927 года в Монфор-л’Амори, департамент Ивелин, в центре Франции, недалеко от Парижа.
В кино с конца 1950-х годов, начинал работу оператором у режиссёров «новой волны» Луи Маля, Франсуа Трюффо, Эдуара Молинаро. Был основным оператором-постановщиком фильмов Клода Шаброля. Для российского зрителя известен по имевшим большой прокатный успех фильмам «Шербурские зонтики» (реж. Жак Деми) и «Человек-оркестр» (реж. Серж Корбер).
Умер 15 февраля 2016 года в Пор-де-Бук.

## Избранная фильмография
- 1958 — Красавчик Серж / Le Beau Serge
- 1961 — Ухажёры / Les Godelureaux
- 1962 — Око лукавого / L'Œil du malin
- 1963 — РоГоПаГ / Ro.Go.Pa.G.
- 1964 — Шербурские зонтики / Les Parapluies de Cherbourg
- 1965 — Париж глазами… / Paris vu par…
- 1965 — Счастье / Le bonheur
- 1967 — Скандал / Le Scandale
- 1968 — Лани / Les biches
- 1969 — Мясник / Le Boucher
- 1969 — Пусть зверь умрёт / Que la bête meure
- 1970 — Человек-оркестр / L’Homme orchestre
- 1970 — Холодный пот / De la part des copains
- 1971 — Тихие дни в Клиши / Quiet Days In Clichy
- 1971 — Чудовищная декада / La Décade prodigieuse
- 1972 — Доктор Пополь / Docteur Popaul
- 1973 — Кровавая свадьба / Les noces rouges
- 1975 — Невинные с грязными руками / Les Innocents Aux Mains Sales
- 1977 — Кровные узы / Les Liens De Sang / Blood Relatives
- 1977 — Алиса, или Последний побег / Alice ou la Dernière Fugue
- 1978 — Виолетта Нозьер / Violette Nozière
- 1987 — Крик совы / Le Cri du hibou